# Stayforlong
Stayforlong è un sito web di prenotazioni per hotel specializzato in lunghi soggiorni. Al momento è presente in 22 paesi, la sede è a Barcellona e ha un portfolio globale di hotel con oltre 720.000 diverse strutture.

## Storia
L'azienda è stata creata il 29 gennaio del 2015 a Barcellona con un investimento iniziale di 80.000€ equamente concordato dai due fondatori: Luis Osorio Solé e Francesc López Castellet. Entrambi hanno individuato una nicchia nel già affermato mercato di prenotazioni alberghiere, quello dei soggiorni a lungo termine, al quale non era ancora stata data molta attenzione.
Qualche mese dopo l'inizio del progetto, Raúl Morón Sillero entra a far parte dell'azienda come co-fondatore, si stabilisce in questo modo l'organizzazione attuale: Luis Osorio come amministratore delegato,  Francesc López come direttore operativo e Raúl Morón come direttore tecnico
Nell'aprile del 2017 sono riusciti a chiudere un round finanziario di 400.000€ in meno di 36 ore dei quali The Crowd Angel, specializzata nella raccolta di fondi privati, ha contribuito con 250.000€ e la entità di capitale di rischio Seed Rocket 4 Founders Capital ha versato i restanti 150.000€.

## Modello di business
Il modello di business Stayforlong si basa sull'intermediazione tra l'hotel e gli ospiti, ottenendo prezzi e condizioni migliori per chi soggiorna tre o più notti. In caso di prenotazione di più notti, il biglietto medio è generalmente superiore ai soggiorni brevi e, quindi, ciò consente al team Stayforlong di offrire ai propri clienti prezzi competitivi. In pratica ciò significa che l'utile sul capitale investito (ROI) per ciascun euro investito nell'acquisizione di nuovi clienti è superiore rispetto alle altre società del settore.

## Cronologia
- 2015: Luis Osorio e Francesc López creano Stayforlong con un investimento iniziale di 80.000€.
- 2016: Stayforlong si collega al suo primo motore di metasearch.
- 2017: Un round di finanziamento da 400.000€ si chiude con The Crowd Angel e Seedrocket 4 Founders.
- 2018: Un nuovo round di finanziamento di importo sconosciuto viene chiuso con il Banc de Sabadell.
- 2019: Viene lanciato lo Staywallet, un sistema di credito di prenotazione.